# Molson Indy Vancouver 2002
Molson Indy Vancouver 2002 var den tionde deltävlingen i CART World Series 2002. Tävlingen kördes den 28 juli på GM Place i centrala Vancouver, Kanada. Dario Franchitti studsade in i mästerskapskampen, efter att ha vunnit sin första seger för säsongen. Mästerskapsledaren Cristiano da Matta tvingades bryta, men behöll ett stabilt grepp om totalledningen. 

## Slutresultat
| Plats | Förare               | Team                | Grid | Kvaltid  |
| ----- | -------------------- | ------------------- | ---- | -------- |
| 1     | Dario Franchitti     | Team KOOL Green     | 3    | 1.00,559 |
| 2     | Paul Tracy           | Team KOOL Green     | 2    | 1.00,502 |
| 3     | Tony Kanaan          | Mo Nunn Racing      | 6    | 1.00,763 |
| 4     | Michel Jourdain Jr.  | Team Rahal          | 18   | 1.01,740 |
| 5     | Patrick Carpentier   | Forsythe Racing     | 16   | 1.01,471 |
| 6     | Michael Andretti     | Team Motorola       | 5    | 1.00,749 |
| 7     | Alex Tagliani        | Forsythe Racing     | 8    | 1.00,869 |
| 8     | Adrián Fernández     | Fernández Racing    | 11   | 1.01,050 |
| 9     | Bruno Junqueira      | Chip Ganassi Racing | 12   | 1.01,194 |
| 10    | Mario Domínguez      | Herdez Competition  | 17   | 1.01,499 |
| 11    | Shinji Nakano        | Fernández Racing    | 13   | 1.01,249 |
| 12    | Cristiano da Matta   | Newman/Haas Racing  | 1    | 1.00,339 |
| 13    | Christian Fittipaldi | Newman/Haas Racing  | 7    | 1.00,779 |
| 14    | Oriol Servià         | Patrick Racing      | 15   | 1.01,431 |
| 15    | Tora Takagi          | Walker Racing       | 14   | 1.01,411 |
| 16    | Scott Dixon          | Chip Ganassi Racing | 4    | 1.00,650 |
| 17    | Jimmy Vasser         | Team Rahal          | 9    | 1.00,942 |
| 18    | Kenny Bräck          | Chip Ganassi Racing | 10   | 1.00,979 |